# Фрумкін Олександр Наумович
Фрумкін Олександр Наумович (12 (24) жовтня 1895, Кишинів Бессарабської губернії (нині Республіка Молдова) — 27 травня 1976, Тула) — радянський учений, фахівець в галузі фізичної хімії, організатор науки, автор основоположних робіт в сучасній електрохімії, основоположник електрохімічної кінетики, творець радянської електрохімічної школи.
Академік Академії наук СРСР (відділення математичних та природничих наук) з 29 березня1932 р. Іноземний член кількох академій наук та наукових товариств світу,  Завідувач кафедри електрохімії МДУ (1933—1976), директор Інституту фізичної хімії (1939—1949) та Інституту електрохімії (тепер імені О. Н. Фрумкіна, 1958—1976) АН СРСР.

## Біографія
Народився 12 (24) жовтня 1895 р. в місті Кишинів Бессарабської губернії (нині Республіка Молдова) в сім'ї страхового агента. Його дитинство і юність пройшли в Одесі.
У 1912 р. О. Н. Фрумкін закінчив одеську гімназію Святого Павла. Пізніше продовжив навчання за кордоном, в Страсбурзі де зустрів друга сім'ї — видатного фізика Л. І. Мандельштама, працює демонстратором в Бернському університеті. Там О. Н.  Фрумкін почав працювати в лабораторії Волькмара Кольшуттера, з яким в 1914 р. опублікував свої перші дві роботи по окисленню фосфору.
Перша світова війна змусила О. Н. Фрумкіна без диплома про вищу освіту повернутися в Одесу, де з дозволу міністра освіти він здає (1915 р.) екстерном «на відмінно» державні іспити (24 іспита за 6 тижнів) за курс фізико-математичного факультету Новоросійського університету (сьогодні — Одеський національний університет імені І. І. Мечникова).
У 1915 р. закінчує фізико-математичний факультет Новоросійського університету (сьогодні — Одеський національний університет імені І. І. Мечникова) і йде працювати лаборантом фізико-хімічної лабораторії на Одеський сталепрокатний завод. У вільний час він приходить в університет займатися науковою роботою. Тоді почалося серйозне захоплення електрохімією.
У 1917 р., після Лютневої революції, О. Н. Фрумкін почав постійно працювати в фізико-хімічної лабораторії університету. Тут він, будучи професорським стипендіатом, викладав хімію, і одночасно займався науковими дослідженнями.
З 1917 по 1920 рр. працює в фізико-хімічної лабораторії професора Олександра Миколайовича Саханова в Новоросійському університеті.
1919 р. — перша фундаментальна праця О. Н. Фрумкіна «Электрокапиллярные явления и электродные потенциалы», яка висунула його в ряди провідних електрохіміків.
У 1920.-1922 рр. — професор Одеського інституту народної освіти. Викладав хімію на факультеті соціального виховання..
У 1922 р. О. Н. Фрумкин переїхав до Москви, де був запрошений академіком Олексієм Миколайовичем Бахом в Хімічний інститут науковим співробітником.
У 1924—1946 рр. очолював відділ поверхневих явищ Фізико-хімічного інституту імені Л. Я. Карпова в Москві; 1929—1944 рр. — заступник директора цього інституту з наукової роботи.
У 1928 р. його запрошують очолити кафедру колоїдної хімії університету Вісконсіна (США, м. Медісон), яку до нього займав всесвітньо відомий фахівець з колоїдної хімії зі Швеції, лауреат Нобелівської премії Т. Сведберг. Ця пропозиція означало визнання О. Н. Фрумкіна світовою наукою. Олександр Наумович приймає пропозицію і, отримавши відрядження на один рік, їде в Америку, де читає лекції студентам і співробітникам.
У 1930 р. О. Н. Фрумкін — професор хімічного факультету Московського державного університету імені М. В. Ломоносова (МДУ).
1930—1933 рр. — О. Н. Фрумкін очолює лабораторію технічної електрохімії при кафедрі фізичної хімії Московського державного університету ім. М. В. Ломоносова, а в 1933 р. засновує кафедру електрохімії, якою керує (1933—1976 р.) до кінця життя.
У 1932 р. О. Н. Фрумкіну рішенням Загальних зборів АН СРСР без захисту дисертації присуджено науковий ступінь доктора хімічних наук, і в той же день, 29 березня 1932 р. його обирають дійсним членом (академіком) АН СРСР.
У 1939—1949 рр. директор Інституту фізичної хімії і Інституту електрохімії АН СРСР.
У роки війни О. Н. Фрумкін разом зі співробітниками очолюваного ним Коллоідоелектрохіміческого інституту знаходився в евакуації в Казані.
З 1942 р. брав участь в роботі Єврейського антифашистського комітету.
У 1944 р. включався до складу президії комітету.
1949 р. — відсторонений від керівництва Інститутом фізичної хімії в розпал кампанії по боротьбі з космополітизмом.
1958 р. — з ініціативи О. Н. Фрумкіна на базі відділу електрохімії Інституту фізичної хімії був організований Інститут електрохімії АН СРСР, який академік О. Н. Фрумкін очолював до кінця життя. Його учень, аспірант Я. М. Колотиркін, згодом став директором цього інституту.
У 1963 р. — обраний заступником голови Відділення загальної та технічної хімії АН СРСР, координує діяльність Відділення в галузі фізичної хімії.
У 1965 р. О. Н. Фрумкін був обраний президентом Міжнародного комітету з електрохімічної термодинаміки і кінетики.
Указом Президії Верховної Ради СРСР від 23 жовтня 1965 р. за особливі заслуги в галузі фізико-хімічної науки, і в зв'язку з сімдесятиріччям з дня народження академіку АН СРСР Фрумкіну Олександру Наумовичу присвоєно звання Героя Соціалістичної Праці з врученням ордена Леніна і золотої медалі «Серп і Молот».
О. Н. Фрумкіна неодноразово (1946, 1966, 1974 рр.) Номінували (Президія АН СРСР, окремі авторитетними вчені Радянського Союзу і декількох зарубіжних країн) на здобуття Нобелівської премії з хімії. Видатні заслуги О. М. Фрумкіна як вченого і громадського діяча високо оцінені в нашій країні і за кордоном. Він нагороджений трьома орденами Леніна, трьома орденами Трудового Червоного Прапора, багатьма медалями. У 1965 р. йому присвоєно звання Героя Соціалістичної праці. Він лауреат премії ім. В. І. Леніна, трьох Державних премій СРСР, премії О. М. Баха.
Академік О. Н. Фрумкін — заслужений діяч науки і техніки РРФСР, почесний член Всесоюзного хімічного товариства ім. Д. І. Менделєєва, нагороджений Золотою медаллю ВДНГ СРСР, почесним знаком «Менделєєвський читець», занесений в «Книгу пошани» Всесоюзного товариства «Знання». Широко визнаний світовим науковим співтовариством. Був обраний дійсним і почесним членом 12 академій і хімічних товариств зарубіжних країн, нагороджений болгарським орденом Кирила і Мефодія 1-го ступеня, паладієвою медаллю Американського електрохімічного товариства, медаллю «50 років членства в Академії Наук хіміка Жана Серве Стаса» Бельгійського хімічного товариства, Золотою медаллю Чехословацької академії наук «За заслуги перед наукою і людством», Золотою медаллю Університету ім. Я. Е. Пуркине, Почесною грамотою Сербського хімічного суспільства.
О. Н. Фрумкін був віце-президентом, а потім президентом Міжнародного комітету з електрохімічної термодинаміки і кінетики (зараз Міжнародне електрохімічне суспільство).
Помер 27 травня 1976 р. в Тулі. Похований в Москві на Новодівочому кладовищі.

###### Вшанування пам'яті
У 1983 році Інституту електрохімії було присвоєно ім'я О. Н. Фрумкіна.
У 2000 р. Міжнародне товариство електрохімії, спільно з МГУ, Інститутом фізичної хімії та електрохімії імені О. Н. Фрумкіна РАН заснувало «Меморіальну медаль Фрумкіна», яку за рішенням міжнародного журі раз в два роки присуджують вченому, який зробив великий внесок у розвиток фундаментальної електрохімії. Інститут електрохімії проводить також міжнародний Фрумкінскій симпозіум, Фрумкінскіе читання по електрохімії в МГУ. Присуджується премія імені О. Н. Фрумкіна для молодих вчених в області теоретичної і прикладної електрохімії.
У 2005 році за Постановою Президії РАН Інститут фізичної хімії реорганізовано шляхом приєднання до нього Інституту електрохімії імені О. Н. Фрумкіна і перейменований в Інститут фізичної хімії та електрохімії імені О. Н. Фрумкіна РАН.

## Наукова діяльність
Наукова діяльність О. Н. Фрумкіна почалася ще в студентські роки.
У 1914 р. він опублікував дві спільні наукові роботи, а у 1916 р. з'являється його перша і абсолютно самостійна робота, присвячена електрокапілярним явищам: він досліджував рух ртутної краплі під дією електричного струму. У 1919 р.  О. Н. Фрумкін виконав і опублікував велику дисертаційну роботу «Электрокапиллярные явления и электродные потенциалы».
Ще в 1940 р. О. Н. Фрумкін став членом Комісії з проблем урану, яка займалася питаннями розробки технологічних процесів вилучення і очищення урану.
У роки війни О. Н. Фрумкін, разом зі співробітниками очолюваного ним Коллоідоелектрохіміческого інституту, знаходився в евакуації в Казані, де працював в галузі радіаційної хімії та її військових програм, створював спеціальні зразки оборонної техніки. Його співробітниками були розроблені електрохімічні підривники, які широко застосовувалися на фронтах і в тилу загарбників, новий спосіб виробництва активованого вугілля, новий тип жаро- і морозостійкого гальванічного елемента на основі доступних матеріалов.
Відразу після війни Інститут фізичної хімії, очолюваний О. Н. Фрумкіним, притягувався до робіт з атомного проекту СРСР, виконав комплекс наукових досліджень в області впливу радіоактивного випромінювання на матеріали атомного реактора, розробляв радиохімічні технології.
Видатний вчений є творцем вітчизняної школи електрохімії і такої галузі науки як електрохімічна кінетика. Роботи О. Н. Фрумкіна мали значний вплив на розробку і синтез нових хімічних джерел струму та паливних елементів, на розвиток хемотроніка, на роботи в області органічних напівпровідників, радіаційної хімії, знайшли застосування в роботах по хімічних джерелах струму, змочування металів електролітами і теорії флотації, по полярографії, гетерогенному каталізу, колоїдної хімії, технічному електролізу. Він встановив фундаментальну зв'язок між будовою подвійного електричного шару та швидкістю електрохімічної реакції, вивів рівняння нової ізотерми («Ізотерма Фрумкіна»), сформулював основні принципи теорії корозії металів.
У 1965 р. заснував журнал «Електрохімія» і був його головним редактором до останніх днів життя. Був засновником секції туризму Московського будинку вчених і багато років очолював її, стояв біля витоків серії збірок туристичних маршрутів «Туристські стежки», написав вступну статтю до першого альманаху цієї серії (1958).
О. Н. Фрумкін вперше прийшов до висновку, що звернення в нуль заряду електрода означає звернення до нуль всій різниці потенціалів на межі поділу метал / розчин. Отримані результати мали фундаментальне значення для теорії електродних процесів.
О. Н. Фрумкин запропонував вирішення проблеми Вольта; сприяв створенню в 60-70-х рр. ХХ століття термодинамічної теорії поверхонь електродів в присутності окисно-відновних систем і узагальнення одного з основних понять електрохімії — поняття заряду поверхні електрода.
Створення та розробка основного напрямку електрохімії — електрохімічної кінетики — найбільша наукова заслуга О. Н. Фрумкіна.
Теоретичні дослідження О. Н. Фрумкіна послужили основою для вирішення широкого кола прикладних задач, в тому числі таких нових як безпосереднє перетворення хімічної енергії в електричну (проблема паливних елементів), електроліз води, хлорний електроліз, створення електрохімічних перетворювачів (для спеціальних засобів інформації), розробка прогресивних і економічних методів електросинтезу органічних і неорганічних сполук, розмірна обробка і захист металів від корозії, поліпшення якості питної води для космонавтики і т. д.
Сучасні проблеми енергетики вирішуються на основі наукового підходу, розробленого в працях О. Н. Фрумкіна. Створена вченим і його школою культура електрохімічних вимірювань стала загальновизнаною в найбільших лабораторіях світу.
За участю О. Н. Фрумкіна, або за його ініціативою створювалися наукові журнали. Він був членом редколегії «Журнала физической химии» (1930—1967 рр.), Журналів «Успехи химии» (1932—1939 рр.), «Известия Академии наук СССР» (1936—1949 рр.), «Доклады Академии наук СССР» (1937—1964 гг., в тому числі в 1954—1964 рр. заступником головного редактора журналу). У 1934 р. О. Н. Фрумкін організував видання радянського фізико-хімічного журналу іноземними мовами «Acta physicochimica URSS», в якому публікувалися статті радянських вчених на англійській, німецькій, французькій мовах. Однак журнал проіснував лише до 1947 р. У червні 1947 р. Президія Верховної Ради СРСР прийняла Указ про різке посилення покарань за «розголошення державної таємниці», наслідком якого стало рішення Політбюро ЦК ВКП (б) про припинення видання в Радянському Союзі іншомовних природничо-наукових журналів, в тому числі і журналу «Acta physicochimica URSS».
У 1964 р. О. Н. Фрумкін став головним редактором заснованого ним журналу «Электрохимия». Олександр Наумович був членом редколегії авторитетних іноземних електрохімічних журналів.
Член Німецької академії натуралістів «Леопольдіна» (НДР, 1956), Академій наук Польщі (1956), НДР (1956), Болгарії (1958), Нідерландів (1965), США (1969), Індії (1965), Угорщини (1967). Член-кореспондент академій наук і мистецтв Югославії (1965) і Сербії (1965). Член наукових товариств Великої Британії (1942), Бельгії (1959), Франції (1971), Польщі (1974).

## Праці
- Электрокапиллярные явления и электродные потенциалы : [дис.] / А. Н. Фрумкин. – Одесса : "Коммерческая типография" Б. И. Сапожникова, 1919. – [2], 281 с. : ил.
- Кинетика электродных процессов: учеб.пособие для гос. ун-тов / А. Н. Фрумкин, В. С. Багоцкий, З. А. Иофа, Б. Н. Кабанов. — М. : Изд-во Моск. ун-та, 1952. — 319 с. : черт.
- О разности потенциалов и накоплении составных частей раствора в диффузионном слое при стационарном электролизе/ А. Н. Фрумкин// Доклады Академии Наук СССР. – 1957. – Т. 117, № 1. – С. 102 - 105.
- О зависимости адсорбции органических веществ от потенциала на металах, адсорбирующих водород/ А. Н. Фрумкин.// Доклады Академи Наук СССР. – 1964. – Т. 154, № 6. – С. 1432 - 1433.
- Потенциалы нулевого заряда / А. Н. Фрумкин.  – М. : Наука, 1979. –- 259 с., 1 л. портр. : ил.
- Избранные труды. Электродные процессы : монография / А. Н. Фрумкин. ; отв. ред. Б. П. Никольский ; [АН СССР, Ин-т электрохимии им. А. Н. Фрумкина]. – М. : Наука, 1987. – 336 с. : ил.
- Перенапряжение водорода : избр. тр. / А. Н. Фрумкин. ; отв. ред. Б. П. Никольский ; [АН СССР, Ин-т электрохимии им. А. Н. Фрумкина]. – М. : Наука, 1988. – 239,[1] с., [1] л. портр. : ил.

## Нагороди
- Герой Соціалістичної Праці (1965)
- Три ордени Леніна, три ордени Трудового Червоного Прапора,  орден Кирила і Мефодія 1-го ступеня (Болгарія, 1969)
- Заслужений діяч науки РРФСР ( 1961)
- Лауреат премії імені В. І. Леніна (1931) й трьох Сталінських премій (1941, 1949, 1952), лауреат палладієвої медалі Американського електрохімічного товариства.